# Cyclosorus microbasis
Cyclosorus microbasis är en kärrbräkenväxtart som först beskrevs av Bak., och fick sitt nu gällande namn av Adams och Alston. Cyclosorus microbasis ingår i släktet Cyclosorus och familjen Thelypteridaceae. Inga underarter finns listade.